# Manota aureonigra
Manota aureonigra är en tvåvingeart som beskrevs av Loïc Matile 1979. Manota aureonigra ingår i släktet Manota och familjen svampmyggor. Inga underarter finns listade i Catalogue of Life.